# 弗克海姆龍屬
弗克海姆龍屬（學名：Volkheimeria）是蜥腳下目真蜥腳類恐龍的一屬，可能屬於腕龍科，生存於約1億6000萬年前的侏羅紀。弗克海姆龍的化石是在阿根廷發現的。模式種是丘布特弗克海姆龍（V. chubutensis），是由何塞·波拿巴於1979年描述、命名的。